# Municipio de Liberty (condado de Crawford, Ohio)
El municipio de Liberty (en inglés: Liberty Township) es un municipio ubicado en el condado de Crawford en el estado estadounidense de Ohio. En el año 2010 tenía una población de 1369 habitantes y una densidad poblacional de 16,17 personas por km².

## Geografía
El municipio de Liberty se encuentra ubicado en las coordenadas 40°52′3″N 82°54′38″O / 40.86750, -82.91056. Según la Oficina del Censo de los Estados Unidos, el municipio tiene una superficie total de 84.65 km², de la cual 83,78 km² corresponden a tierra firme y (1,04 %) 0,88 km² es agua.

## Demografía
Según el censo de 2010, había 1369 personas residiendo en el municipio de Liberty. La densidad de población era de 16,17 hab./km². De los 1369 habitantes, el municipio de Liberty estaba compuesto por el 98,98 % blancos, el 0,29 % eran afroamericanos, el 0,15 % eran amerindios, el 0,07 % eran isleños del Pacífico y el 0,51 % eran de una mezcla de razas. Del total de la población el 0,15 % eran hispanos o latinos de cualquier raza.